# 道の駅湘南ちがさき
道の駅湘南ちがさき（みちのえき しょうなんちがさき）は、神奈川県茅ヶ崎市にある国道134号の道の駅である。

## 概要
神奈川県では2020年（令和2年）6月26日に開駅した道の駅足柄・金太郎のふるさと以来5番目の道の駅で、茅ヶ崎市および湘南としては初の道の駅である。
敷地面積は14,960 m2。2016年（平成28年）3月に策定された道の駅基本計画では2020年東京オリンピック開催前の2019年（令和元年）7月のオープンを予定していたが、用地買収の遅れに加え、前市長の服部信明の急逝、新型コロナウイルスの影響で予算も市民生活を守るために支出配分を見直され、2022年（令和4年）から2025年（令和7年）に延期となった。

## 歴史
- 2023年（令和5年）4月6日 - 名称決定[8]。
- 2025年（令和7年）
  - 1月31日 - 国土交通省より道の駅第62回登録において、「道の駅湘南ちがさき」として登録[1]。
  - 7月7日 - 開駅[1][2][3][4]。

## 施設
- 駐車場 160台
- トイレ 59器
- 情報提供施設
- 休憩施設
- 観光案内所
- ベビーコーナー
- 非常用電源
- 備蓄倉庫
- 貯水槽
- 物販施設
- 飲食施設
- キッズスペース
- 多目的スペース
- 加工室
- 交流広場
- ドッグラン
- EV充電施設

## アクセス
- 国道134号 - 登録路線
- 茅ヶ崎駅南口1番バス乗り場より、神奈川中央交通「茅38」系統・柳島スポーツ公園行きで「道の駅湘南ちがさき前」（降車専用）停留所下車（2025年7月3日より運行）[9]

## 周辺
- 柳島スポーツ公園
- 柳島しおさい公園
- 茅ヶ崎市立柳島小学校
- E84 新湘南バイパス 茅ヶ崎海岸IC